# Long Way Home (film, 2018)
Pour plus de détails, voir Fiche technique et Distribution.
Long Way Home (Night Comes on, littéralement : La nuit arrive) est un film américain réalisé par Jordana Spiro, sorti en 2018,
,.

## Synopsis
Angel LaMere (Dominique Fishback), une jeune fille de 18 ans hantée par son passé, entreprend avec sa sœur de 10 ans un voyage qui pourrait détruire leur avenir.

## Fiche technique
- Titre original : Night Comes On
- Titre français : Long Way Home
- Réalisation : Jordana Spiro
- Scénario : Jordana Spiro, Angelica Nwandu
- Photographie :
- Montage :
- Musique : Nathan Halpern, Matthew Robert Cooper
- Production : Superlative Films, Genera Entertainment, Thunderhead Pictures
- Sociétés de production :
- Sociétés de distribution :
- Pays de production :  États-Unis
- Langue originale : anglais
- Lieu de tournage :
  - New York, État de New York, États-Unis
  - Philadelphie, Pennsylvanie, États-Unis
- Format : couleur
- Genre : Drame
- Durée : 86 minutes (1 h 26)
- Dates de sortie :
  - États-Unis :
    - 19 janvier 2018 (Sundance Film Festival)
    - 13 avril 2018 (Women+Film - Denver Film Society)
    - 14 avril 2018 (Capital City Film Festival)
    - 17 avril 2018 (San Francisco International Film Festival)
    - 2 juin 2018 (Mendocino Film Festival)
    - 2 juin 2018 (Toronto InsideOut Lesbian and Gay Film and Video Festival)
    - 10 juin 2018 (Lighthouse International Film Festival)
    - 14 juin 2018 (Provincetown Film Festival)
    - 22 juin 2018 (Frameline Film Festival)
    - 29 juin 2018 (The Color of Conversation Film Series)
    - 2 août 2018 (Traverse City Film Festival)
    - 3 août 2018

  - Pays-Bas : 29 janvier 2018 (International Film Festival Rotterdam)
  - Pologne : 5 mai 2018 (International Festival of Independent Cinema Netia Off Camera)
  - Norvège : 5 juin 2018 (Oslo Pix Festival)
  - Slovaquie : 16 juin 2018 (Art Film Fest)
  - Chine : 17 juin 2018 (Shanghai International Film Festival)
  - Italie : 22 juillet 2018 (Giffoni Film Festival)
  - France :
    - 4 septembre 2018 (Deauville Film Festival)
    - 22 novembre 2018 (Chéries-Chéris Film Festival Paris)
    - 13 février 2019

  - Corée du Sud : 12 septembre 2018 (Film Festival for Women's Rights)
  - Allemagne : 24 septembre 2018 (LUCAS - International Festival For Young Film Lovers)
  - Danemark :
    - 28 septembre 2018 (CPH PIX)
    - 2 novembre 2018 (MIX Copenhagen)

  - Suède : 11 novembre 2018 (Stockholm International Film Festival)
  - Égypte : 22 novembre 2018 (Cairo International Film Festival)

## Distribution
- Dominique Fishback : Angel Lamere
- Tatum Marilyn Hall : Abby Lamere
- Nastashia Fuller : The Mother
- Lovie Marie Allen : Scared Straight Teen (as Lovie Allen)
- Satchel Eden Bell : Smirking Girl
- Lawrence Bingham : Reception Officer
- Laurence Blum : Man in Car 1
- Juliet Brett : Courtney (Cashier)
- Journee Brown : Lena
- Cymbal Byrd : Maya
- Debbie Campbell : State Attorney
- Max Casella : Mark
- James Ciccone (en) : Store Clerk #3
- Victor Cruz : Defense Attorney
- Angel Bismark Curiel : Store Attendant
- Erin Darke : Rita
- James McDaniel

## Accueil

### Critiques
Le film reçoit une note moyenne de 3.3 sur AlloCiné.
Télérama décrit un « portrait pudique et poignant ». Le Monde est moins convaincu « un road-movie naturaliste typique d’une tendance du cinéma américain indépendant ».